# Geher-Länderkampf der Männer 1957 BR Deutschland – Schweiz
| 9. Leichtathletik-Länderkampf mit bundesdeutscher Beteiligung 1957 | 9. Leichtathletik-Länderkampf mit bundesdeutscher Beteiligung 1957 |               |
| ------------------------------------------------------------------ | ------------------------------------------------------------------ | ------------- |
|                                                                    |                                                                    |               |
| Geher-Vergleich der Männer: BR Deutschland – Schweiz               |                                                                    |               |
| Austragungsort                                                     | Tailfingen                                                         |               |
| Wettbewerbe                                                        | 2                                                                  |               |
| Datum                                                              | 31. August / 1. September 1957                                     |               |
| 1. SUI 2. FRG                                                      | 26 Punkte 18 Punkte                                                |               |
| Chronik                                                            |                                                                    |               |
| ← SWE-FRG (M)                                                      | FRG-GBR (M) →                                                      | FRG-GBR (M) → |

Der neunte Vergleich des Länderkampfjahres 1957 bestand wieder in einem Wettkampf der Geher. Gegner war die Schweiz. Das Aufeinandertreffen – es war das dritte dieser Art – wurde diesmal wieder in Deutschland ausgetragen. Gastgeber am 31. August / 1. September war Tailfingen. Die ersten beiden Begegnungen hatte die Schweiz für sich entschieden.

## Wettbewerbe und Modus
Wie im ersten Geher-Länderkampf dieser Saison gegen Dänemark am 30. Juni in Hamburg standen mit dem Gehen über zwanzig und fünfzig Kilometer zwei Wettbewerbe auf dem Programm, die hier in Tailfingen jedoch auf zwei Tage verteilt ausgetragen wurden. Von vier Startern je Land in den beiden Wettbewerben kamen die jeweils besten drei in die Wertung. Der erste Rang brachte sieben Punkte, der zweite fünf, der dritte vier usw. Der sechste Platz wurde noch mit einem Punkt belohnt.

## Ergebnis
Auch diesmal ging der Sieg an die Schweizer Geher, die allerdings nicht mehr so dominierten wie in den vorangegangenen Jahren. Im Wettbewerb auf der längeren Distanz lagen sie mit den Rängen eins bis drei eindeutig vorn, hatten aber zuvor auf der 20-Kilometer-Strecke weniger Punkte errungen als ihre bundesdeutschen Konkurrenten, die dort die Plätze eins (geteilt mit einem Schweizer Geher) sowie drei und vier belegt hatten. Die Begegnung gewann die Schweiz am Ende mit 26 zu achtzehn Punkten.

## Legende
Kurze Übersicht zur Bedeutung der Symbolik – so üblicherweise auch in sonstigen Veröffentlichungen verwendet:
| DNF | nicht im Ziel (did not finish) |

## Resultate

### 20-km-Gehen
| Platz | Athlet           | Land | Zeit (h)  |
| ----- | ---------------- | ---- | --------- |
| 1     | Gabriel Reymond  | SUI  | 1:33:51,6 |
| 2     | Horst Thomanske  | FRG  | 1:39:05,2 |
| 3     | Claus Biethan    | FRG  | 1:41:08,0 |
| 3     | Erich Hesmer     | FRG  | 1:41:08,0 |
| 5     | Felice Meregalli | SUI  | 1:42:16,0 |
| 6     | Fritz Seiler     | FRG  | 1:45:14,0 |
| 7     | Caputti          | SUI  | 1:51:56,0 |
| 8     | Truttmann        | SUI  | 2:02:18,0 |

Datum: 31. August

### 50-km-Gehen
| Platz | Athlet              | Land | Zeit (h)  |
| ----- | ------------------- | ---- | --------- |
| 1     | René Charrière      | SUI  | 4:48:58,2 |
| 1     | Louis Marquis       | SUI  | 4:48:58,2 |
| 3     | Alfred Leiser       | SUI  | 4:51:06,4 |
| 4     | Walter Stoltz       | FRG  | 5:00:29,2 |
| 5     | Georges Favre       | SUI  | 5:05:46,4 |
| 6     | Hans-Jürgen Dressel | FRG  | 5:12:50,4 |
| 7     | Gustav Peinemann    | FRG  | 5:14:00,2 |
| DNF   | Viktor Siuda        | FRG  | bei 30 km |

Datum: 1. September